# Долмабахче джамия
Долмабахче джамия (на турски: Dolmabahçe Camii) е барокова крайбрежна джамия в Кабаташ в район Бейоглу в Истанбул, Турция, близо до двореца Долмабахче. Тя е поръчана от  Безми Алем Валиде Султан и е проектирана от турския архитект с арменски произход Гарабет Балян през 1855 г. След смъртта на майка си, султан Абдул Меджид I завършва строителните работи докрай.
Джамията има двойни минарета и се отличава с огромните каменни арки на фасадите си, които са изсечени с големи прозорци, позволяващи на светлината да наводни вътрешността.
От 1956-60 г. джамията е била място за Военноморския музей, като молитвените служби са възобновени едва през 1967 г. Разширяването на пътя я лишава от двора и себила, които първоначално са били част от проекта.

## Галерия
- Интериор на джамията Долмабахче
- Детайл от михраба на джамията Долмабахче
- Куполът в джамията Долмабахче
- Михрабът в джамията Долмабахче
- Изглед към джамията Долмабахче от морето
- Джамия Долмабахче от Босфора
- Джамията Долмабахче от близкото пристанище
- Джамията Долмабахче от запад
- Изглед отвътре към входа на джамията Долмабахче
- Долмабахче джамия, върхът на михраба
- Долмабахче джамия, кюрсю
- Джамията през 1963 г. Снимка, направена от морето от пътешественик по Средиземно море и писател Гьоран Шилд

|  | Тази страница частично или изцяло представлява превод на страницата Dolmabahçe Mosque в Уикипедия на английски. Оригиналният текст, както и този превод, са защитени от Лиценза „Криейтив Комънс – Признание – Споделяне на споделеното“, а за съдържание, създадено преди юни 2009 година – от Лиценза за свободна документация на ГНУ. Прегледайте историята на редакциите на оригиналната страница, както и на преводната страница, за да видите списъка на съавторите. ВАЖНО: Този шаблон се отнася единствено до авторските права върху съдържанието на статията. Добавянето му не отменя изискването да се посочват конкретни източници на твърденията, които да бъдат благонадеждни. |